# Гізеські голови

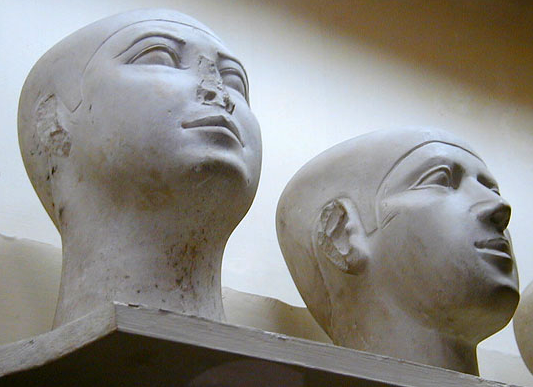
Голови з Єгипетського музею в Каїрі

Гізеські голови («Замінні голови», «чарівні голови») — це група скульптурних пам'ятників, знайдених в некрополі Гізи (лише окремі — в Абусіру, Дашурі та Саккарі) відносяться до періоду правління IV та початку V династій фараонів, зокрема Хеопса та Хефрена (2551—2496 роки до н. е.). Гізеські голови виконані з натурального вапняку, в майже натуральний розмір, без традиційної розмальовки.

## Дослідження
Вперше виявлено у 1894 році в Дашурі Жаком де Морганом, генеральним директором французької служби старожитностей в Єгипті. Більшість виявлено американськими археологами на чолі з Джорджом Ендрю Рейснером, що розкопали численні мастаби біля піраміди Хеопса в Гізі. Інші знайдені австрійським єгиптологом Германом Юнкером у 1914 році.
Більшість з них були знайдені в могильних ямах за межами поховальних камер гробниць. Вважається, що були завалені грабіжниками поховань. За різними версіями стояли перед поховальною камерою, або всередині поруч з оригіналами голів.

## Опис
Натепер знайдено 37 голів. Найбільші сягають заввишки 30 см. Позбавлені обов'язкових атрибутів поховального зображення — хустки-клафт, перуки, символічних прикрас. Кожна з голів мають індивідуальний характер на відміну від поширеного в давньоєгипетській скульптурі принципу ідеалізації особи, яку зображували. За рідкісним винятком вони високої художньої якості. З огляду на це єгиптологи вважають, що їх виготовляли в майстернях фараона.
Більшість голів виконано з тонкого, білого вапняку. Лише деякі виконані грубо, інші зроблені з високим художнім виконанням, ретельно згладжені, чітко відображені усі риси обличчя, що відображають особисті характери. Усі ці скульптури зображують людей з голеними головами або з коротко стриженим волоссям. Майже усі представлені з якимось ушкодженням або каліцтвом, більшість — з розірваними вухами (лише 1 голова з цілими вухами). Іншою загальною рисою є «черепна канавка», що починається з верхньої частини черепа й тягнеться до задньої частини і шиї.

## Значення
За однією з версій служили моделями, що відображає портретні риси покійного, над статуями якого працював майстер. Припущення про їхню допоміжну роль підтверджується наявністю на деяких з них позначок майстра. По завершенні роботи над гробницею в неї разом з канонічними зображеннями містилися і голови-моделі, що дозволяло вважати гізеські голови архаїчним різновидом скульптурного портрета в мистецтві Стародавнього Єгипту.
За іншою версією ці голови розміщали поруч з основним зображенням померлого. Слугували своєрідним «посудом» для однієї з душ єгиптянина (ба або ка). Німецький єгиптолог Людвіг Борхардт висунув теорію, за якою служили ритуальною заміною реальної голови померлого (на випадок пошкодження останньої). Канадський єгиптолог Ніколос Мільє з університету Торонто у 1960-х роках сформулював власну гіпотезу, за якою гізеський голови служили прототипом (шаблоном) для подальшого створення скульптур хазяїв гробниць та мастабів.
На думку дослідників практика виготовлення таких голів припинилася в період VI династії, коли стали голову й тіло померлого вкривати гіпсом. З часом замінено гіпсовими масками.

## Перелік
| Мастаба                | Зображення | Власник                                               | Період                               | Місце                                                                               | Коментарі                                                                 |
| ---------------------- | ---------- | ----------------------------------------------------- | ------------------------------------ | ----------------------------------------------------------------------------------- | ------------------------------------------------------------------------- |
| Гіза G 1203            |            | Канефер (очільник лучників)                           | IV династія (Хеопс)                  | Музей Херста, Берклі 6-19767                                                        | Голова була знайдена в поховані G 1203A. Ймовірно була дружиною Канефера. |
|                        |            |                                                       |                                      |                                                                                     |                                                                           |
| Гіза G 2110            |            | Нефер (секретар фараона)                              | IV династія (Хефрен)                 | Бостонський музей. MFA 06.1886                                                      | Знайдено у похованні G 2110A                                              |
| Гіза G 2230 (D 38)     |            |                                                       | IV або V династія                    | Каїрський єгипетський музей. JE 47838                                               | Голова від D 38.                                                          |
| Гіза G 2230 (D 38)     |            |                                                       | IV або V династія                    |                                                                                     | Фрагмент родом з сердаба G2240                                            |
|                        |            |                                                       |                                      |                                                                                     |                                                                           |
| Гіза G 4140            |            | Принцеса Мерітіте (донька фараона) та її чоловік      | IV династія                          | Бостонський музей MFA 14.717 (чоловік) Каїрський єгипетський музей JE 46217 (жінка) | Були знайдені в уламках поховання G 4140A                                 |
| Гіза G 4160            |            |                                                       | IV династія (Хеопс)                  | Ґільдесхаймський музей 2158.                                                        | Пошкоджена чоловіча голова.                                               |
| Гіза G 4240            |            | Принц Снеферусенеб (син фараона)                      | сер. IV династії або поч. V династії | Каїрський єгипетський музей JE 46215.                                               | Знайдено у похованні G 4240A                                              |
| Гіза G 4340            |            |                                                       | IV династія                          | Каїрський єгипетський музей JE 46218.                                               | Знайдена в смітті в нижній частині вала A                                 |
| Гіза G 4350            |            |                                                       | сер. IV династії                     | Віденський музей ÄS 7787                                                            | Знайдено біля входу до поховальної камери.                                |
| Гіза G 4430            |            |                                                       | IV династія (Хефрен)                 |                                                                                     | Пошкодження голова знайдена біля вала А.                                  |
| Гіза G 4440            |            |                                                       | сер. IV або поч. V династії          | Бостонський музей MFA 14.718 (чоловік) Бостонський музей MFA 14.719 (дружина)       | Ймовірно брат Снефрусонба (поховання G 4240). Знайдено у валі A.          |
| Гіза G 4540            |            |                                                       | сер. IV династії                     | Бостонський музей MFA 21.328                                                        | Жіноча голова, що була знайдена у валі А                                  |
| Гіза G 4560            |            |                                                       | сер. IV династії                     | Каїрський єгипетський музей JE 44974                                                | Жіноча голова, що була знайдена у поховальній камері                      |
| Гіза G 4640            |            |                                                       | сер. IV династії                     | Каїрський єгипетський музей JE 46216                                                | Чоловіча голова, що знайдена у валі А                                     |
| Гіза G 4650            |            | Принцеса Іабтет (донька фараона)                      | сер. IV династії                     | Музей Рьомера-Пеліцеуса (Гільдесгайм) 2384                                          | Знайдено біля входу поховальної камери                                    |
| Гіза G 4660            |            |                                                       | сер. IV династії                     | Каїрський єгипетський музей тимчас. № 19.11.24.5                                    | Знайдена на схід від гробниці G 4560                                      |
| Гіза G 4940 (L45)      |            | Сешемнефер I (наглядач царських робіт, голова палацу) | поч. V династії                      | Бостгнський музей (MFA 21.329)                                                      | Знайдено біля поховання G 4940B                                           |
| Гіза G 5020 Annex      |            |                                                       |                                      | Каїрський єгипетський музей JE 67569                                                | Знаходилася в додатковому приміщені G 5020                                |
|                        |            |                                                       |                                      |                                                                                     |                                                                           |
| Гіза G 7560            |            |                                                       | поч. V династії                      | Бостонський музей (MFA 37.643) пізніше MMA 48.156                                   | Знайдено біля валу В                                                      |
| Гіза вул. G 7500       |            |                                                       |                                      | Бостонський музей MFA 27.2010                                                       | Знайдено на вулиці на схід від G 7530-7540                                |
|                        |            |                                                       |                                      |                                                                                     |                                                                           |
| Гіза S 984             |            | Тжентет й Вехемнефрет                                 | V династії                           | Каїрський єгипетський музей                                                         | Глиняні голови Вехемнефрет, доньки Веншет. Була онукою фараона.           |
| Гіза Східне поле       |            |                                                       | кін. IV — поч. V династія            | Музей мистецтва Сан-Антоніо                                                         |                                                                           |
| Гіза Східний некрополь |            |                                                       |                                      | Каїрський єгипетський музей JE 37832                                                | Вапнякова голова з невідомої мастаби                                      |
|                        |            |                                                       |                                      |                                                                                     |                                                                           |
| Невідомо               |            |                                                       | IV династія                          | Петрі-музей єгипетської археології (Лондон)                                         | Голова чоловіка                                                           |
| Невідомо               |            |                                                       | кін. IV або поч. V династії          | Музей мистецтв Окланда (США) 70.17.1                                                | Голова з вапняка                                                          |
| Мемфіс (можливо)       |            |                                                       | кін. V або поч. VI династії          | Музей Свонсі (Уельс, Велика Британія) (W164)                                        | Веллкамська колекція                                                      |
| Саккара                |            |                                                       | кін. V або поч. VI династії          | Приватна колегія в Бельгії                                                          | Вважається головою жінки                                                  |
| Абусір                 |            | Кахотеп                                               | IV або V династія                    | Берлінський єгипетський музей (16455)                                               |                                                                           |
| Абусір                 |            | Каапер                                                | V династія                           |                                                                                     | Вухо від голови, що виявлено у поховальній камері                         |